# Jaguar R3
La Jaguar R3 è una vettura di Formula 1, con cui la scuderia britannica affronta il campionato 2002.

## Stagione
Vengono confermati i piloti della stagione precedente, Eddie Irvine e Pedro de la Rosa. 
La nuova vettura non riesce a risollevare la scuderia dall'infimo rendimento della R2, in particolare pagando problemi all'impianto idraulico, oltre alla scarsa potenza del motore Ford Cosworth.
Il miglior risultato è il terzo posto di Irvine in Italia; il nordirlandese centra anche un quarto posto all'esordio in Australia e un sesto in Belgio, ma si tratta di episodi isolati: sia lui che de la Rosa (mai a punti in tutto l'anno) sono sistematicamente confinati alle retrovie e collezionano molti ritiri per guasti meccanici. 
La stagione vede la Jaguar piazzarsi al 7º posto tra i costruttori. Le problematiche interne al team, a corto di risorse, si traducono a fine stagione nell'abbandono di Irvine (indisponibile a correre da "pilota pagante") e l'allontanamento di de la Rosa.

## Risultati completi in Formula 1
| Anno | Team          | Motore                            | Gomme | Piloti     |   |     |   |     |     |     |    |     |     |     |     |     |     |     |     |     |     | Punti | Pos. |
| ---- | ------------- | --------------------------------- | ----- | ---------- | - | --- | - | --- | --- | --- | -- | --- | --- | --- | --- | --- | --- | --- | --- | --- | --- | ----- | ---- |
| 2002 | Jaguar Racing | Ford-Cosworth CR-3 e CR-4 3.0 V10 | M     | Irvine     | 4 | Rit | 7 | Rit | Rit | Rit | 9  | Rit | Rit | Rit | Rit | Rit | Rit | 6   | 3   | 10  | 9   | 8     | 7º   |
| 2002 | Jaguar Racing | Ford-Cosworth CR-3 e CR-4 3.0 V10 | M     | de la Rosa | 8 | 10  | 8 | Rit | Rit | Rit | 10 | Rit | 11  | 11  | 9   | Rit | 13  | Rit | Rit | Rit | Rit | 8     | 7º   |